# 朱達·蘇姆謝爾·忠格·巴哈杜爾·拉納
朱達·蘇姆謝爾·忠格·巴哈杜爾·拉納（1875年4月19日—1952年11月20日），尼泊爾拉納王朝家族成員。
他在1932年9月1日至1945年11月29日出任尼泊爾首相，他也是尼泊爾陸軍元帥和拉姆琼及卡斯基土邦大君。他也重建因在1934年尼泊爾-比哈爾地震而損毀的达拉哈拉塔。1934年获得中华民国陆军上将军衔及宝鼎勋章。
他有20個兒子和20個女兒。